# Gary Georges
Gary Georges (ur. 17 lutego 1953) – haitański lekkoatleta, olimpijczyk.
Uczestnik Letnich Igrzysk Olimpijskich 1972 w Monachium. Wziął udział wyłącznie w biegu na 200 m. W eliminacjach uzyskał wynik 22,97, który był najsłabszym rezultatem wśród 56 sklasyfikowanych zawodników.